# 地鐵大戰
地鐵大戰（Subway Series）指的是美國職棒大聯盟裡主場位於纽约市球隊間的對戰。
這個名詞在過去專指紐約球隊間所進行的世界大賽，不過在1997年實施跨聯盟賽制後，也用在美國聯盟的紐約洋基與國家聯盟紐約大都會間所進行的季賽上。至於同樣隸屬國聯的紐約巨人與布魯克林道奇，雖然他們在1880年代起就以紐約市為主場，直到1957年才搬到西岸的加利福尼亞州，不過它們之間的季賽對戰一般都不被認為是地鐵大戰。而每一次的地鐵大戰洋基隊都有參加，因為它是這座城市裡唯一屬於美聯的球隊。洋基隊在過去的14次地鐵大戰中共取得11勝3負的成績。
然而第一次的紐約主場球隊之間的世界大賽，要追溯到19世紀末，當時國聯冠軍與美國協會冠軍會舉辦最初的世界大賽，在1889年，就曾經分別由紐約巨人與布魯克林新郎（後來改名為布魯克林道奇）取得聯盟及協會冠軍，最後在世界大賽紐約巨人隊以6勝3負擊敗布魯克林新郎；然而當時紐約內的地鐵路網尚未成形，嚴格來說這並不能算是地鐵大戰。

### 世界大賽中的地鐵大戰
| 1921年 | 1922年 | 1923年 | 1936年 | 1937年 | 1941年 | 1947年 | 1949年 | 1951年 | 1952年 | 1953年 | 1955年 | 1956年 | 2000年 |
| ------ | ------ | ------ | ------ | ------ | ------ | ------ | ------ | ------ | ------ | ------ | ------ | ------ | ------ |
| 巨人   | 巨人   | 洋基   | 洋基   | 洋基   | 洋基   | 洋基   | 洋基   | 洋基   | 洋基   | 洋基   | 道奇   | 洋基   | 洋基   |

（註：1921年的世界大賽採九戰五勝制。）

## 地鐵大戰的歷史
從1920年代開始，地鐵已經成為紐約市重要的大眾運輸工具，也成為市區內三座球場（上曼哈頓的馬球球場、布朗克斯的洋基体育场、以及布魯克林的Ebbets Field）間移動的便利交通工具。
從上面列出的幾場世界大賽來看，紐約人只需要利用地鐵就可以參與整個系列賽了（在兩隊的主場間移動）。「地鐵大戰」這個名詞第一次出現的時間已經不可考了，不過到了1934年幾乎已經成為一個眾所皆知的名詞了。在當時紐約時報的文章中，在提到當年的明星賽是在紐約舉行之時，也同時談論該年度由巨人和洋基進行地鐵大戰的可能性（不過最後兩支紐約球隊都沒進入1934年的季後賽）。
1921年和1922年的的地鐵大戰其實都只有在同一座球場（馬球球場）中進行。而1923年、1936年、1937年的世界大賽所使用的兩個主場（馬球球場、洋基体育场）之間也只隔了一條哈林河（Harlem River），過個橋走一段路就到了。當然，不住在球場附近的紐約人應該還是會選擇使用地鐵前往球場。
1941年，道奇隊繼1920年後再次進入世界大賽，「地鐵大戰」這個名詞也再度被提起。1941年至1956年間洋基和道奇的七次對戰，讓這個名詞漸漸地變成專指這兩隊之間的對戰。
近來洋基和大都會間的對戰有時候會被稱為三區大橋大戰，因為這座橋是兩隊主場（洋基体育场與位於皇后區的席亞球場）間開車的最快路徑。

### 城市大戰
在1940年以前，洋基和巨人除了那五次世界大賽外，常常會舉行一些表演系列賽；這些通常被稱為「城市大戰」（City Series），而且有時候是在10月，別的球隊正在進行世界大賽時舉辦。但是到了1940年以後城市大戰的舉辦就變的非常困難，因為洋基經常需要參加世界大賽，在1941年到1957年（巨人和道奇將主場從紐約搬到加州）之間的17年，洋基參加了世界大賽12次，因此也只有1945年、1946年、1948年和1954年能夠舉辦。

## 近代發展
在現在，紐約只剩下洋基和大都會兩支球隊，因此地鐵大戰也為洋基和大都會之間對戰的專有名詞。

### 跨聯盟季賽
1997年開始實施跨聯盟賽制後，洋基和大都會之間首次可以在季賽中對戰；最初兩年兩隊每年僅在其中一方主場對戰三場，1999年至2013年改為每年在兩隊主場分別對戰三場，2014年至今改為每年在兩隊主場分別對戰兩場。
| 球季   | 系列勝隊       | 洋基勝場 | 大都會勝場 | 備註                                 |
| ------ | -------------- | -------- | ---------- | ------------------------------------ |
| 1997年 | 洋基           | 2        | 1          | 洋基主場                             |
| 1998年 | 洋基           | 2        | 1          | 紐約洋基贏得世界大賽冠軍。           |
| 1999年 | 平手           | 3        | 3          | 紐約洋基贏得世界大賽冠軍。           |
| 2000年 | 洋基           | 4        | 2          | 紐約洋基贏得世界大賽冠軍。           |
| 2001年 | 洋基           | 4        | 2          | 洋基在兩次系列中都取得2勝1負成績。   |
| 2002年 | 平手           | 3        | 3          | 兩隊分別在主場取得2勝1負成績。       |
| 2003年 | 洋基           | 6        | 0          | 洋基在那年橫掃對手。                 |
| 2004年 | 大都會         | 2        | 4          | 洋基在主場取得2勝1負，在客場被橫掃。 |
| 2005年 | 平手           | 3        | 3          | 兩隊分別在客場取得2勝1負成績         |
| 2006年 | 平手           | 3        | 3          | 兩隊分別在主場取得2勝1負成績。       |
| 2007年 | 平手           | 3        | 3          | 兩隊分別在主場取得2勝1負成績。       |
| 2008年 | 大都會         | 2        | 4          | 大都會在客場橫掃。                   |
| 2009年 | 洋基           | 5        | 1          | 紐約洋基贏得世界大賽冠軍。           |
| 2010年 | 平手           | 3        | 3          | 兩隊分別在主場取得2勝1負成績。       |
| 2011年 | 洋基           | 4        | 2          | 洋基在兩次系列中取得2勝1敗的成績。   |
| 2012年 | 洋基           | 5        | 1          | 洋基在主場橫掃和客場2勝1敗的成績。   |
| 2013年 | 大都會         | 0        | 4          | 大都會在那年橫掃對手。               |
| 2014年 | 平手           | 2        | 2          | 雙方在客場兩戰全勝。                 |
| 2015年 | 洋基           | 4        | 2          | 洋基在兩次系列中都取得2勝1負成績。   |
| 2016年 | 平手           | 2        | 2          |                                      |
| 2017年 | 洋基           | 4        | 0          |                                      |
| 2018年 | 平手           | 3        | 3          |                                      |
| 2019年 | 平手           | 2        | 2          |                                      |
| 2020年 | 平手           | 3        | 3          | 縮水球季，例行賽只打60場             |
| 2021年 | 大都會         | 2        | 4          |                                      |
| 2022年 | 平手           | 2        | 2          | 主場球隊全勝                         |
| 2023年 | 平手           | 2        | 2          |                                      |
| 2024年 | 大都會         | 0        | 4          | 大都會第二次橫掃洋基                 |
| 2025年 | 平手           | 3        | 3          |                                      |
| 總計   | 洋基 (10–5–13) | 83       | 69         |                                      |

2007年季賽中，紐約市的知名地標帝國大廈也加入地鐵大戰，在洋基與大都會進行跨聯盟季賽第一次對戰的三天期間，帝國大廈南北兩側以代表洋基的藍、白色燈光點亮，東西兩側使用代表大都會的藍、橘色燈光；而在此次三戰系列戰中取得勝率優勢的球隊，其代表色將會占有第三戰隔天大樓四面的燈光。

### 2000年世界大賽
2000年世界大賽因兩聯盟冠軍球隊分別為洋基和大都會，因此被稱為地鐵大戰。洋基最後在席亞球場的大都會球迷面前以4勝1負取得隊史第26座冠軍。
在這次地鐵大戰期間，紐約市將地鐵7號線（可前往位於皇后區的大都會主場-席亞球場）的部分車輛漆成代表大都會的橘色和藍色，並加上大都會的標誌；地鐵4號線（可前往位於布朗克斯的洋基主場-洋基體育場）的部分車輛則漆成代表洋基的白、藍條紋以及洋基的標誌。同時在地鐵大戰的每場比賽後提供免費地鐵服務供觀眾回家。

## 其他城市
目前其他有兩支球隊的都會區包括：
- 洛杉磯都會區：洛杉磯道奇和洛杉磯安那罕天使（暱稱：高速公路大戰）
- 巴爾的摩華盛頓都會區：巴爾的摩金鶯和華盛頓國民（暱稱：首都外環高速公路大戰）
- 舊金山灣區：舊金山巨人和奧克蘭運動家（暱稱：灣區大橋大戰）
- 芝加哥：芝加哥白襪和芝加哥小熊。（暱稱：風城大戰）

上述地區中，至2006年為止，只有舊金山灣區和芝加哥曾經出現兩支球隊同時進入世界大賽（1906年白襪擊敗小熊，1989年運動家擊敗巨人）。舊金山灣區的對戰常被稱為「海灣大戰」或是「巴特大戰」，其中的巴特（BART）代表兩個意義，一個是舊金山灣區捷運系統的縮寫BART，這條捷運可連接這舊金山和奧克蘭兩座城市；另一個則是要紀念1989年世界大賽當時剛過世的美國職棒大聯盟執行長。技術上，由於灣區捷運也是地鐵，它其實也可以叫做「地鐵大戰」，不過沒人這麼用。
如果小熊和白襪將來可以再度於世界大賽中碰頭，由於芝加哥捷運的英文原名為「Chicago 'L'」，因此可以稱為「L大戰」，不過這個名詞也沒有特別用於兩隊的跨聯盟賽事上。
過去擁有兩支球隊的都市：
- 聖路易在棕隊搬至巴爾的摩改名為金鶯之前，也是擁有兩支主場球隊，紅雀和棕隊曾經在1944年世界大賽中交手。這兩支球隊間的對戰常被稱為「台車大戰」（Trolley Series），而且所有比賽都是在同一球場（Sportsman's Park）進行。
- 波士頓和費城在過去也都曾經同時有兩支主場球隊（波士頓：紅襪、勇士，費城：運動家、費城人），而且在20世紀初都是常進入世界大賽的球隊，但這兩城市內的球隊始終都沒有機會在世界大賽中與同城市的球隊交手。